# رود شور
شور تنها رودخانه دائمی است که در اعماق کویر ایران جریان دارد. این رود همواره در حال تغییر بستر خود بر پهنه کویر لوت بوده و در نهایت در دل کویر آرام می‌گیرد. رود شور از کوه‌های شمال غرب بیرجند سرچشمه می‌گیرد و پس از طی ۲۰۰ کیلومتر مسافت،در معدن کویر شهداد به زمین می‌نشیند و کوه نمکی به وجود می‌آورد. آب این رود،از شورترین آب‌های جهان است و بیشترین املاح معدنی را در خود دارد. از موارد جالب در مورد این رود،خشک نشدن رود در خشکسالی‌های پیاپی سال‌های اخیر است و همچنان مسیر خود را در دل کویر ادامه می‌دهد و در نهایت با نزدیک شدن به چالهٔ مرکزی کویر، از پا در می‌آید. رود شور در زمان پرآبی دریاچه‌ای نمکین را تشکیل می‌دهد و در زمان کم‌آبی به دلیل ته‌نشین شدن نمک سفید بر دل کویر، جلوه‌های زیبایی را روی شن‌ها ترسیم می‌کند.
وجود این رود در نزدیکی کلوت‌ها و مرطوب شدن دیواره کلوت‌ها، بر استحکام و فرسایش‌ پذیری این بناهای طبیعی اثر مثبت گذاشته‌است و حیات کلوت‌ها را تضمین می‌کند. غلظت آب این به حدی بالاست که در کرانه‌های آن هیچ گیاهی رویش نمی‌کند.
عمق این رود به علت تبخیر کمتر و کمتر می‌شود و در جایی آب شور به شکل دوغ در می‌آید و در نهایت در وسط بیابان به بلورهای زیبای نمکی تبدیل می‌شود.